# Ectonocryptoides quadrimeropus
Ectonocryptoides quadrimeropus är en mångfotingart som beskrevs av Shelley och Mercurio 2005. Ectonocryptoides quadrimeropus ingår i släktet Ectonocryptoides och familjen Scolopocryptopidae. Inga underarter finns listade i Catalogue of Life.